# Nauvoo Legion

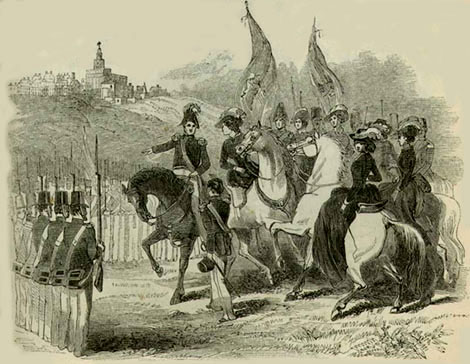
Darstellung von Joseph Smith an der Spitze der Nauvoo Legion mit dem Nauvoo-Tempel im Hintergrund

Die Nauvoo Legion war eine staatlich autorisierte Miliz der Stadt Nauvoo (Illinois) in den Vereinigten Staaten, die von 1840 bis 1887 bestand. Mit zunehmender Feindseligkeit der umliegenden Siedlungen wurde ihre Hauptaufgabe die Verteidigung von Nauvoo und der umliegenden Siedlungsgebiete der Kirche Jesu Christi der Heiligen der Letzten Tage (englisch: Latter Day Saint movement, LDS).
Die Legislative des Bundesstaates Illinois gewährte Nauvoo liberale Stadtrechte, die der Nauvoo Legion außerordentliche Unabhängigkeit gewährte, obwohl sie immer noch Bestandteil der „Illinois State Miliz“ war und unter der Oberhoheit des Gouverneurs von Illinois stand. Unter der Führung von Joseph Smith, dem Gründer der Bewegung der Heiligen der Letzten Tage und Bürgermeister von Nauvoo, entwickelte sich die Legion schnell zu einer beeindruckenden Konzentration militärischer Macht.
Zuvor leitete Joseph Smith von Mai bis Juni 1834 eine Expedition der Heiligen der Letzten Tage, bekannt als Zionslager, von Kirtland (Ohio) nach Clay County (Missouri) in dem Versuch, Land zurückzugewinnen, aus dem die Heiligen von nicht-mormonischen Siedlern vertrieben worden waren. Er organisierte die erste mormonische Milizgruppe, bekannt als die „Armeen Israels“, um sein Volk zu schützen.
Im Jahr 1844 wurde Joseph Smith nach einer Kontroverse, bei der die Druckpresse der Zeitung „Nauvoo Expositor“ von Nauvoo wegen der Veröffentlichung von kritischen Artikeln über Smith und die Politik seiner Kirche auf Befehl von Joseph Smith bis auf die Grundmauern niedergebrannt wurde, unter Anklage des Verrats ins Gefängnis von Carthage (Illinois) gebracht. Dort wurde Smith von einem Mob getötet. Bald darauf wurde die Nauvoo Charta widerrufen und die Nauvoo Legion verlor ihre offizielle Sanktion als Arm der „Illinois Miliz“.
Nach der Aufhebung der Charta von Nauvoo arbeiteten die Mitglieder der Nauvoo Legion weiterhin unter dem Kommando von Brigham Young, dem Führer der größten Fraktion der Bewegung, der Kirche Jesu Christi der Heiligen der Letzten Tage (kurz: HLT-Kirche). Young führte die Heiligen der Letzten Tage in das Gebiet, das später zum Utah-Territorium wurde. In Utah verwendeten die „Deseret Miliz“ und die „Utah Territorial Miliz“ den offiziellen Namen der Nauvoo Legion. Die Nauvoo Legion wurde 1887 endgültig aufgelöst. Im Jahr 1894 wurde die ehemalige „Utah Territorial Miliz“ reaktiviert und offiziell als „Utah Nationalgarde“ bezeichnet.

## Formation in Nauvoo

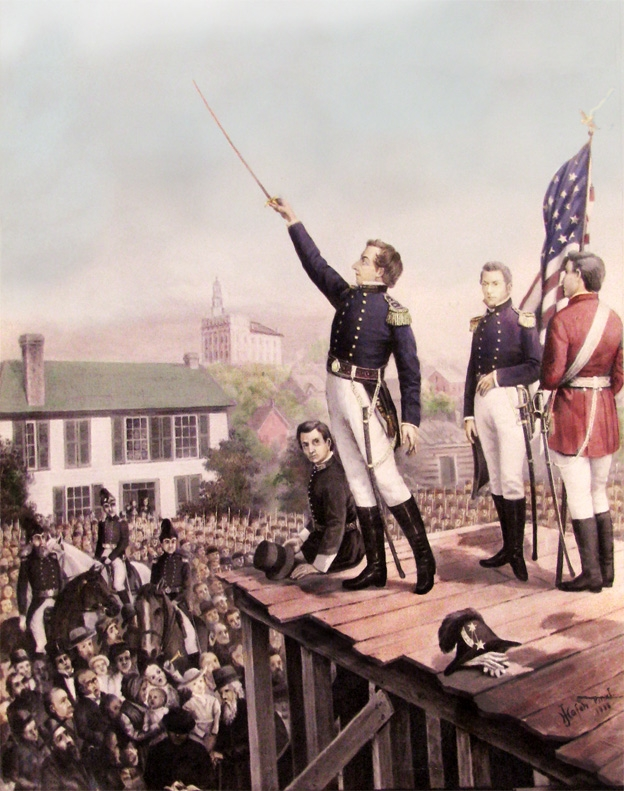
Letzte öffentliche Ansprache des Generalleutnants Joseph Smith von John Hafen, 1888.

Im Jahr 1839 siedelte Joseph Smith seine Anhänger aus einem feindseligen Umfeld in Missouri nach Commerce in Illinois um, das er in Nauvoo umbenannte. Die wählerbewussten Illinois-Demokraten und Whigs (einschließlich Abraham Lincoln) verabschiedeten 1840 eine überparteiliche Stadtstaat-Charta für Nauvoo. Am 16. Dezember 1840 unterzeichnete der Gouverneur ein Gesetz, das Smith und der Stadt Nauvoo weitreichende Befugnisse einräumte. Dazu gehörte die Befugnis, ein „Gremium unabhängiger Militärs“ zu schaffen. Diese militärische Kraft war eine Miliz, die der „Illinois State Miliz“ ähnlich war und als „Nauvoo Legion“ bekannt wurde. Auf ihrem Höhepunkt verfügte die Miliz nach konservativen Schätzungen über mindestens 2.500 Soldaten, im Vergleich zu den etwa 8.500 Soldaten der gesamten United States Army ab 1845. Die Legion war in zwei Regimenter (genannt Kohorten) der Infanterie und ein Regiment der Kavallerie organisiert. Die Legion war im Besitz einiger weniger leichter Kanonen.
In der Legion gab es im Vergleich zu den regulären Truppen eine unverhältnismäßig hohe Anzahl hochrangiger Offiziere. Angeblich sollte dadurch der soziale Status und das offizielle Ansehen einiger Stadtbewohner erhöht werden.

## Autorität über die Legion
Obwohl die Charta, die die Legion Nauvoo autorisierte, eine unabhängige Miliz schuf, konnte sie zur Verfügung des Gouverneurs des Bundesstaates oder des Präsidenten der Vereinigten Staaten sowie des Bürgermeisters von Nauvoo eingesetzt werden. Joseph Smith selbst war der zweite Bürgermeister von Nauvoo, und das Kriegsgericht von Nauvoo ernannte ihn auch zum ranghöchsten Offizier der Legion, einem Generalleutnant. Dieser Rang ist eine Stufe höher als der des Generalmajors, den die meisten zeitgenössischen Milizen als kommandierenden Rang einsetzten. Ein Motiv für den höheren Rang war, zu verhindern, dass Smith von Offizieren geringeren Ranges vor ein Kriegsgericht gestellt werden konnte. Im Jahr 1838 hatten die Milizen in Missouri ein Kriegsgericht gegen Smith in Erwägung gezogen, eine Aktion, die möglicherweise illegal gewesen wäre, wenn sie durchgeführt worden wäre, da Smith zu dieser Zeit nur ein Zivilist war.
In den Tagebüchern der Heiligen wird jedoch über einige Vorfälle berichtet, die den Schusswechsel zwischen Legionsmitgliedern und Mobs während der Nauvoo-Ära betreffen. Und auch Legionsmitglieder beteiligten sich an der Rettung von Joseph Smith aus der staatlichen Miliz, die ihn unrechtmäßig verhaftet hatte, nachdem sie ihn zu einer angeblich friedlichen politischen Debatte gelockt hatten und ihn hängen wollten.

## Nauvoo unter mormonischem Kriegsrecht

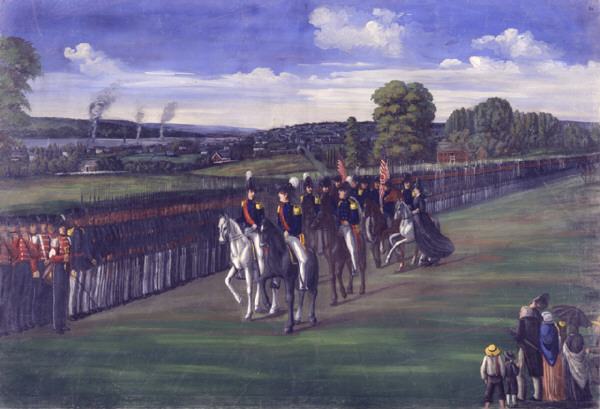
Joseph [Smith] bei der Musterung der Nauvoo Legion, von C. C. A. Christensen

Im letzten Monat seines Lebens, im Juni 1844, verhängte Joseph Smith als Reaktion auf verschiedene zivile Unruhen in Nauvoo das Kriegsrecht und setzte zunächst die Nauvoo Legion zur Verteidigung der Stadt ein, um die Legion später von jeglichen Aktionen abzuhalten. Er forderte die Legionsmitglieder auf, keine Maßnahmen zu ergreifen, als der Gouverneur von Illinois die Verhaftung der Smith-Brüder anordnete, weil sie gegen die staatlichen Gesetze verstießen und vom Gouverneur von Illinois keine autorisierte Erlaubnis zur Auferlegung des Kriegsrechts erhalten hatten.

## Tod der Smith-Brüder
Joseph Smith und sein Bruder Hyrum ergaben sich im Gefängnis von Carthage, Illinois, mit dem Versprechen des Schutzes durch Gouverneur Thomas Ford und die „Carthage Greys“, die lokale staatliche Miliz im Hancock County (Illinois). Doch am 27. Juni 1844 waren die „Carthage Greys“ dem das Gefängnis umgebenden Mob zahlenmäßig weit unterlegen und griffen nicht in das darauf folgende Attentat ein.

## Überleben der Legion nach dem Tod von Joseph Smith

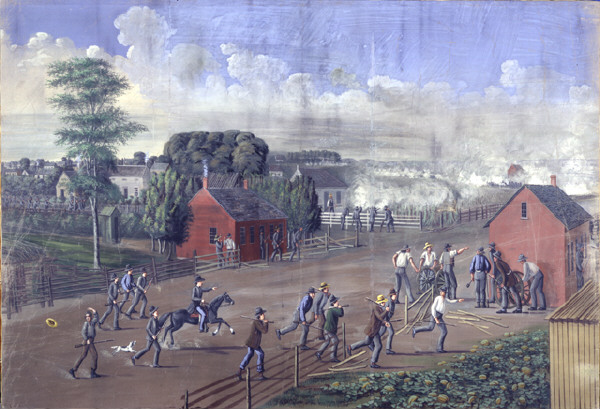
Darstellung der Kämpfe um Nauvoo von C. C. A. Christensen, die sich vom 10. Juni 1844 bis zum 16. September 1846 ereigneten.

Die Nauvoo Legion überlebte den Verlust ihres befehlshabenden Offiziers Joseph Smith, als Brigham Young im August 1844 automatisch das Kommando als neuer Kirchenpräsident übernahm, obwohl er zuvor noch nie aktiv an den Aktivitäten der Legion teilgenommen hatte, da Young sich mehrere Jahre lang in England auf einer Mission zur Bekehrung der Kirche befand und erst nach der Nachricht vom Tod des Propheten nach Nauvoo zurückkehrte, um der Familie, der Kirche und den Bürgern von Nauvoo während dieser traurigen Tragödie beizustehen. Anstatt die Legion zu beauftragen, Nauvoo vor der zunehmenden Gewalt des Mobs zu schützen, wies Young die Zehntausenden von Bürgern Nauvoos an, friedlich in den westlichen Teil des Kontinents zu migrieren, der noch nicht zu den Vereinigten Staaten gehörte, und sie gründeten das Territorium von Utah. Nauvoo wurde offiziell aufgegeben und die letzten verbliebenen Bürger hatten Nauvoo bis zum 17. September 1846 unter Schusswaffen- und Kanonenartilleriefeuer verlassen, als Milizen und Mobs aus Illinois und Missouri Nauvoo überfielen und bis auf die Grundmauern niederbrannten.
Nach der Aufhebung der Charta von Nauvoo im Winter 1844/45 wurde die Nauvoo Legion nicht mehr als staatliche Miliz anerkannt und ihre Mitglieder gaben den Großteil der von der Regierung ausgegebenen Waffen zurück. Nachdem sie am 22. September 1846 vom Mormonischen Pionier Hosea Stout (1810–1889) reorganisiert worden waren, übernahmen die Überbleibsel ihres offiziellen Status die Rolle von Hütern der Handkarren- und Wagenkompanien, die nach Westen zogen, nachdem sie sich auf der anderen Seite des Mississippi River im Gebiet von Iowa angesammelt hatten, wo die Bürger von Nauvoo vor Angriffen der Milizen von Illinois und Missouri sicher waren, und warteten auf das Ende des Winters, damit sie auswandern konnten.

## Legions-Reformation in Utah

Kavallerie-Standarte der Utah-Ära-Version der Nauvoo Legion.

### Mormonen-Bataillon im mexikanisch-amerikanischen Krieg
Nicht lange nach der Ankunft der Mormonen in Iowa, im Jahr 1846, meldeten sich mormonische Legionäre freiwillig zum Dienst im 500 Mann starken Mormonenbataillon für die Militärexpedition der US-Regierung in das mexikanische Kalifornien während des Mexikanisch-Amerikanischen Krieges.

### Territoriale Miliz des Staates Deseret
1847 reformierte der Mormonenführer Brigham Young die Nauvoo Legion zu einer voll funktionsfähigen paramilitärischen Truppe, die in Untereinheiten für jedes der Countys in Utah als „Deseret Territorial Miliz“ organisiert wurde, ähnlich wie ihre Zeitgenossen, die „Army of the Republic of Texas“ (deutsch Armee der Republik Texas) und die Texas Rangers.

### Walker-Indianer-Krieg
In den Konflikten mit den nordamerikanischen Ureinwohnern im Utah County von 1849, wie z. B. dem Angriff bei Battle Creek in Utah und der Schlacht bei Fort Utah (auch Fort Utah-Krieg genannt), wurde der Walker-Krieg zwischen der Nauvoo-Legion und den Indianern unter Häuptling Walkara („Walker“) 1853–1854 angedeutet. Zwanzig mormonische Milizionäre und viele Indianer starben im Walker-Krieg.

### Utah-Krieg

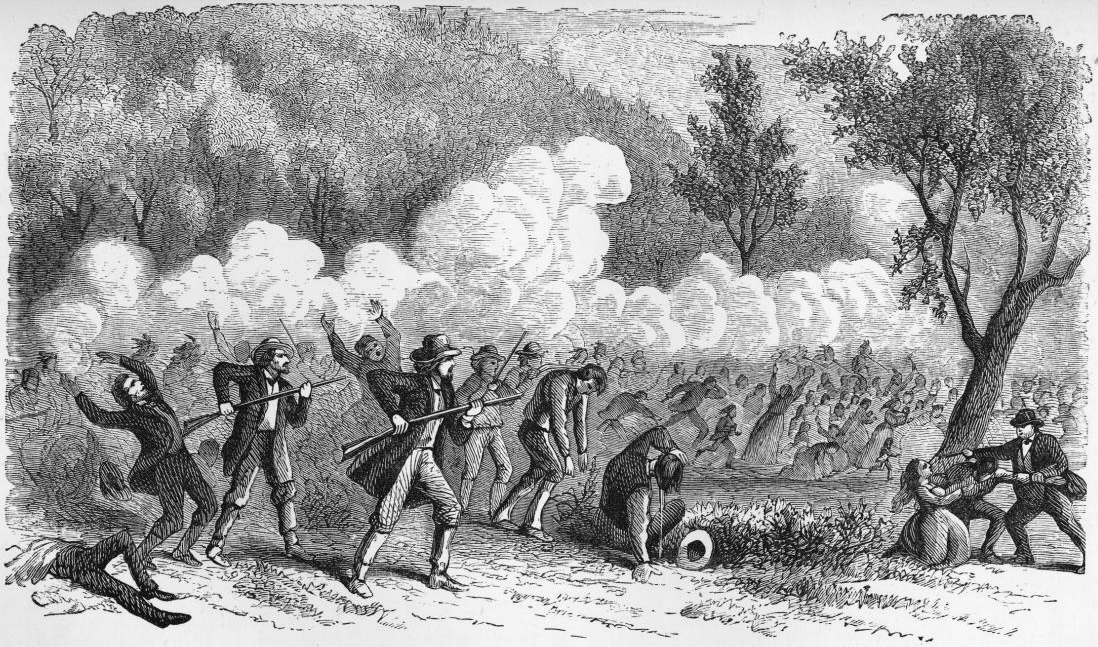
Angehörige der Nauvoo Legion verübten 1857 das Mountain-Meadows-Massaker, bei dem um die 120 Angehörige eines Wagentrecks ermordet wurden.

Die Nauvoo Legion wurde im Utah-Krieg gegen die in Utah einmarschierenden Bundestruppen im Rahmen der „Utah-Expedition“ von 1857–1858 erneut einberufen. Sie wandte die Taktik der Zerstörung des Nachschubs an und vermied direkte Kämpfe. Örtliche Kommandeure und Mitglieder der „Iron County Utah Territorial Miliz“ verübten im September 1857 das Mountain-Meadows-Massaker gegen eine Gruppe von Wagenzügen der „Baker-Fancher-Gesellschaft“, die von Arkansas nach Kalifornien fuhren. Zu diesem Zeitpunkt war Daniel H. Wells (1814–1891) der oberste militärische Befehlshaber der Miliz. Unter der Schirmherrschaft der Miliz wurden auch die Gruppen von Männern organisiert, die den Auftrag hatten, Salt Lake City und andere Teile Nord-Utahs niederzubrennen, falls die eindringende Armee versuchen sollte, sich dort niederzulassen.
Nach diesem Konflikt ernannte die US-Bundesregierung den Territorialgouverneur von Utah Alfred Cumming und die Nauvoo Legion konnte weiter unter dem Kommando des Gouverneurs existieren. Sie war jedoch bei der Durchsetzung des Kolonialregimes nicht so kooperativ, wie es sich die Bundesbehörden gewünscht hätten.

### Amerikanischer Bürgerkrieg
Während des Amerikanischen Bürgerkriegs wurden die Bundestruppen entweder aus Utah abgezogen oder in vielen Fällen dem Aufstand überlassen, wobei Albert S. Johnston, der die einmarschierende US-Bundesarmee angeführt hatte, zur letzteren Gruppe gehörte. Die US-Regierung ging versöhnlich auf Brigham Young zu und bat ihn um Hilfe. Mit seiner Erlaubnis wurden zwei Einheiten der reorganisierten Nauvoo Legion von den Vereinigten Staaten erwerbstätig, um westliche Post- und Telegrafenlinien im heutigen Utah und Wyoming vor Angriffen der Indianer zu schützen, aber es kam zu keiner Aktion. Weder die Legion noch andere mormonische Truppen nahmen an den wichtigsten Schauplätzen des Krieges teil und die Beteiligung der Legion endete 1862, nachdem der Kongress das „Morrill-Anti-Bigamy-Gesetz“ verabschiedet hatte.

### Utah-Black-Hawk-Krieg
Der letzte Einsatz der Legion war im Black-Hawk-Krieg 1865–1872 in Utah, als eine Truppe von über 2.500 Männern gegen Indianer unter der Führung von Antonga Black Hawk (um 1830–1870) entsandt wurden. 1870 zwang der Gouverneur des Utah-Territoriums J. Wilson Shaffer die Legion zur Untätigkeit, sofern er nichts anderes befahl. US-Bundestruppen, die als Reaktion auf den Geistertanz von 1870 entsandt wurden, sorgten dafür, dass Shaffers Befehl durchgesetzt wurde.

## Übergang zur Utah-Nationalgarde
Die Nauvoo Legion versammelte sich nie wieder und das Edmunds-Tucker-Gesetz von 1887 löste sie endgültig auf. In Erwartung der Staatlichkeit wurde am 26. März 1894 die Utah-National-Garde als offizielle staatliche Miliz Utahs organisiert.

## Uniformen, Waffen und Ausrüstung
Die Nauvoo Legion in Illinois konnte auf bundesstaatliche Waffenstände zurückgreifen. Die häufigste Muskete, die an diese Milizionäre ausgegeben wurde, war die „Springfield Model 1816 Muskete“. Diese Steinschloss-Muskete war eine amerikanische Kopie der französischen Charleville-Muskete von 1777. Auch das „Harper’s Ferry-Gewehr Modell 1803“ wurde in kleineren Mengen ausgegeben. Es wurden auch persönliche Waffen verwendet. Eine kleine Artilleriewaffe, eine Gebirgshaubitze von 1841 mit einem Gewicht von 12 Pfund, wurde an die territoriale Miliz ausgegeben und erreichte Salt Lake City im Jahr 1852. In Nauvoo erwarb die Legion eine Karronade (eine Schiffskanone), die von einer früheren Partei gelegentlich als Rednerpult benutzt wurde und brachte sie ebenfalls nach Salt Lake, wo sie den Spitznamen „Old Sow“ (deutsch: Alte Sau) erhielt. Die Kanone ist heute im Museum für Kirchengeschichte in Salt Lake City ausgestellt. Als das Mormonenbataillon im Juli 1846 angeworben wurde, wurden etwa 450 Musketen des „Modells 1816“ an die Infanterie ausgegeben. Fünf „Harpers Ferry-Gewehre von 1803“ wurden an die Jäger der Kompanie A ausgegeben. Für die Waffen, die an die anderen Kompanien ausgegeben wurden, liegen keine Dokumente vor.
Nachdem die Männer 1847 aus dem Dienst entlassen worden waren, machten sie sich auf den Heimweg, wobei viele für eine vorübergehende Beschäftigung in Sutter’s Fort anhielten. 6 aus ihrer Gruppe bauten die Sutter’s Mill in Coloma, wo am 24. Januar 1848 Gold entdeckt und dadurch der kalifornischen Goldrausch ausgelöst wurde. Viele von ihnen nahmen sich Zeit, um nach Gold zu suchen, und sie waren recht erfolgreich. Als sie ihre Heimreise fortsetzten, kauften sie von Johann August Sutter zwei Kanonen, eine Vier- und eine Sechspfünder. Man ging damals davon aus, dass diese Kanonen aus dem Kauf des russischen Fort Ross durch Sutter stammten und entweder russische oder französische Kanonen waren. Dies führte dazu, dass sie nach dem Tod der Bataillonsmitglieder verloren gingen, da die Quelle der Kanonen nicht angegeben wurde.
Sutter schrieb in den 1870er Jahren einen Brief an die Pioniergesellschaft, in dem er sagte; „dass seine Kanonen, mit Ausnahme eines russischen 4-Pfünders, den er einem Museum in San Francisco stiftete, alle spanische Kanonen waren“. Im Jahr 2001 wurden drei spanische Kanonen im Lager der LDS-Kirche in Salt Lake City identifiziert. Bei dem bronzenen 4-Pfünder wurde festgestellt, dass er das Wappen von König Karl III. von Spanien trug. Eine 6-Pfund-Eisenkanone, wahrscheinlich die andere Bataillonskanone und eine kleinere, aber ähnliche 2-Pfund-Kanone befanden sich im Lager. Die Provenienz der 2-Pfund-Kanone ist derzeit nicht bekannt. Alle drei spanischen Kanonen, die auf Paletten nach Salt Lake City gebracht wurden, waren auf Lafetten montiert, die derjenigen der Gebirgshaubitze nachgebildet waren, wahrscheinlich als Vorbereitung für die mormonische Verteidigung gegen Johnstons Armee im Jahr 1857. Heute ist die Gebirgshaubitze im Museum von Fort Douglas in Salt Lake City ausgestellt. Die bronzene spanische 4-Pfund-Kanone befindet sich im Besucherzentrum des Mormonenbataillons in San Diego, Kalifornien. Vor dem Zentrum befindet sich eine Kopie davon. Die eisernen spanischen 2- und 6-Pfund-Kanonen blieben in Salt Lake City eingelagert.